# Kurosaia jiju
Kurosaia jiju  (лат.) — вид клещей семейства Winterschmidtiidae (Ensliniellinae) из отряда Astigmata. Обитает в Японии, в префектурах Кумамото, Миядзаки, Окинава, Хёго и Ибараки. Обнаружен в гнёздах одиночных ос Anterhynchium flavomarginatum (Eumeninae). Одни из крупнейших представителей астигматных клещей отряда Astigmata. Длина самок Kurosaia jiju около 2 мм (1596-2362 мкм), самцы много меньше, найден только мелкий их тип (длина менее 0,2 мм). У самок и самцов по 2 пары парапроктальных щетинок. Вид был описан в 2002 году японской исследовательницей-акарологом Кимико Окабэ (яп. 岡部貴美子 Окабэ Кимико) из Научно-исследовательского института леса (яп. 森林総合研究所 синринсо:го:кэнкю:дзё) посёлка Кукидзаки (ныне часть города Цукуба) префектуры Ибараки, и американским зоологом Барри О'Коннором (Barry M.  OConnor; Museum of Zoology, Мичиганский университет, Энн-Арбор, штат Мичиган) и назван ими в честь японского биолога Кадзуёси Куросы (яп. 黒佐和義 Куроса Кадзуёси).